# جون سويفت
جون سويفت (بالإنجليزية: John Swift)‏ (23 يونيو 1995 ببورتسموث في المملكة المتحدة - ) هو لاعب كرة قدم بريطاني في مركز الوسط. شارك مع منتخب إنجلترا تحت 16 سنة لكرة القدم ومنتخب إنجلترا تحت 17 سنة لكرة القدم ومنتخب إنجلترا تحت 18 سنة لكرة القدم ومنتخب إنجلترا تحت 19 سنة لكرة القدم ومنتخب إنجلترا تحت 20 سنة لكرة القدم ومنتخب إنجلترا تحت 21 سنة لكرة القدم. أما مع النوادي، فقد لعب مع تشيلسي وسويندون تاون ونادي برينتفورد ونادي روذرهام يونايتد.

## وصلات خارجية
- جون سويفت على موقع الاتحاد الأوربي (الإنجليزية)
- جون سويفت على موقع قاعدة بيانات كرة القدم.إي يو (الإنجليزية)
- جون سويفت على موقع Soccerbase.com (لاعب) (الإنجليزية)
- جون سويفت على موقع Soccerway.com (الإنجليزية)
- جون سويفت على موقع عالم كرة القدم.نت (الإنجليزية)